# Vestiaria
Vestiaria é uma localidade portuguesa alcobacense que foi sede da extinta Freguesia de Vestiaria do Município de Alcobaça, freguesia que tinha 6,74 km² de área e 1.258 habitantes (2011), e, por isso, uma densidade populacional de 186,6 hab/km².
A Freguesia de Vestiaria foi agregada, em 2013, no âmbito de uma reforma administrativa nacional, à Freguesia de Alcobaça, para formar uma nova freguesia denominada de Alcobaça e Vestiaria, com sede na cidade de Alcobaça.

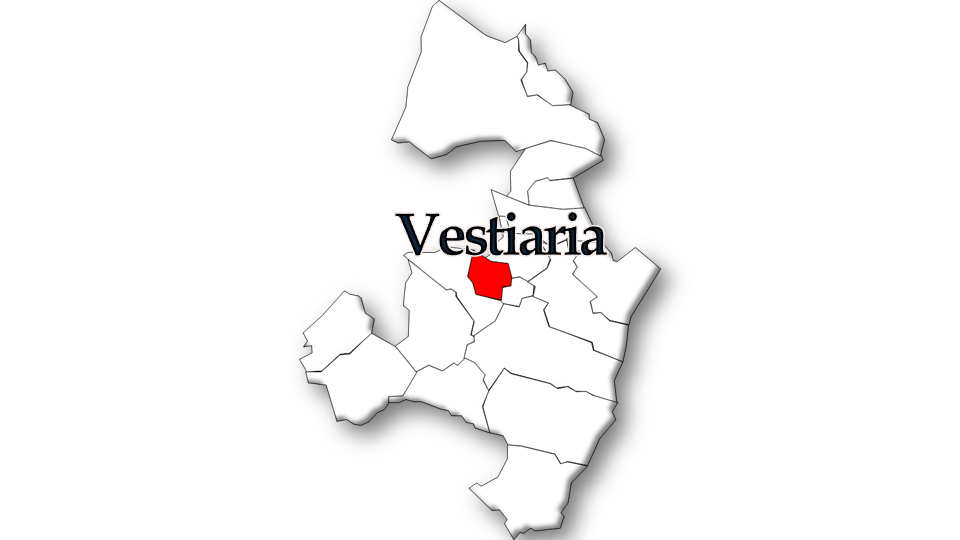
Localização no município de Alcobaça

## População

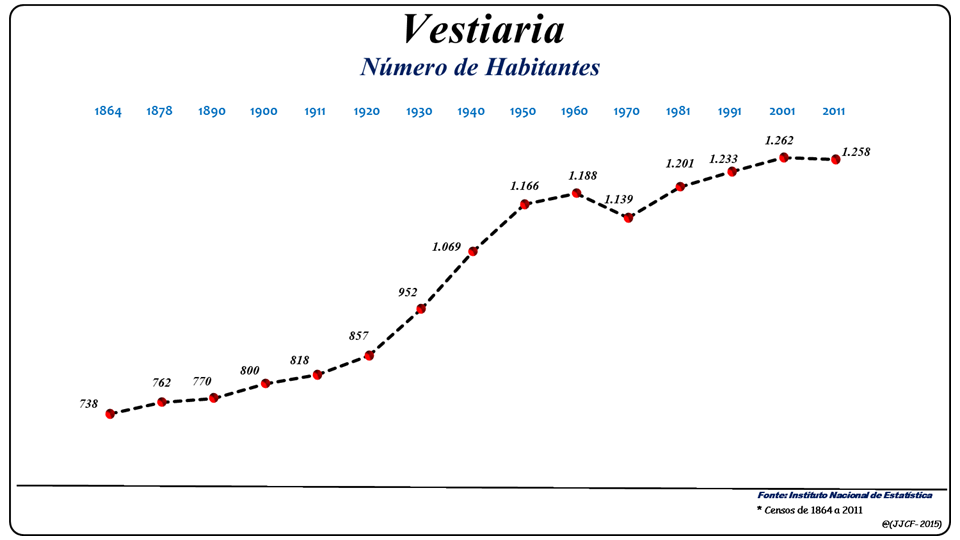
Evolução da População (1864 / 2011)

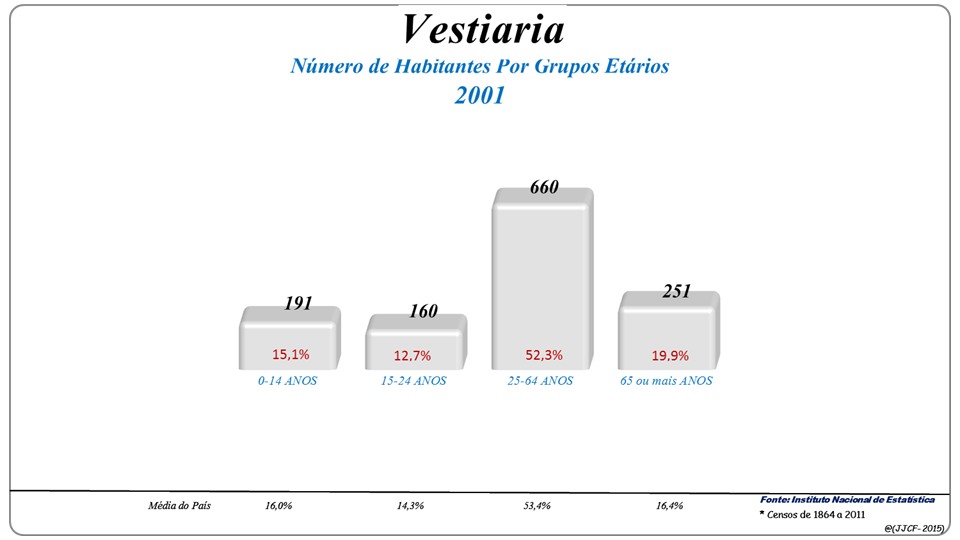
Grupos Etários (2001 e 2011)

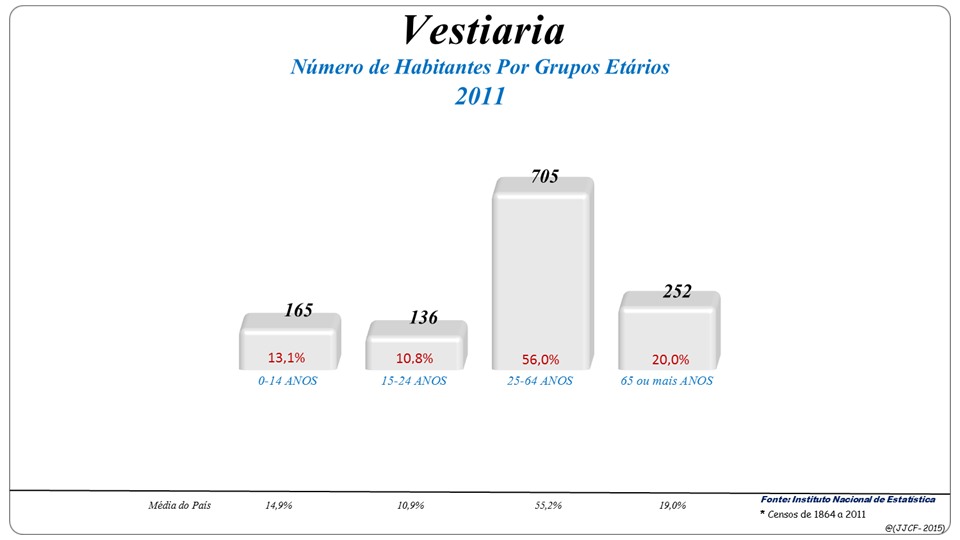
Grupos Etários (2001 e 2011)

| População da freguesia de Vestiaria | População da freguesia de Vestiaria | População da freguesia de Vestiaria | População da freguesia de Vestiaria | População da freguesia de Vestiaria | População da freguesia de Vestiaria | População da freguesia de Vestiaria | População da freguesia de Vestiaria | População da freguesia de Vestiaria | População da freguesia de Vestiaria | População da freguesia de Vestiaria | População da freguesia de Vestiaria | População da freguesia de Vestiaria | População da freguesia de Vestiaria | População da freguesia de Vestiaria |
| ----------------------------------- | ----------------------------------- | ----------------------------------- | ----------------------------------- | ----------------------------------- | ----------------------------------- | ----------------------------------- | ----------------------------------- | ----------------------------------- | ----------------------------------- | ----------------------------------- | ----------------------------------- | ----------------------------------- | ----------------------------------- | ----------------------------------- |
| 1864                                | 1878                                | 1890                                | 1900                                | 1911                                | 1920                                | 1930                                | 1940                                | 1950                                | 1960                                | 1970                                | 1981                                | 1991                                | 2001                                | 2011                                |
| 738                                 | 762                                 | 770                                 | 800                                 | 818                                 | 857                                 | 952                                 | 1.069                               | 1.166                               | 1.188                               | 1.139                               | 1.201                               | 1.233                               | 1.262                               | 1.258                               |

## História
Data de 1153 a sua inclusão nos coutos de Alcobaça, geridos pelos monges cistercienses do mosteiro de Alcobaça que usariam os rendimentos desta zona para a confecção de vestuário - daí a sua toponímia. Existiu na Vestiaria uma fábrica de cerâmica, a VESTAL, cujas peças em barro pintadas de azul são bastante conhecidas.

## Património
- Igreja Matriz de Vestiaria ou Igreja de Nossa Senhora da Ajuda (Vestiaria) - com um portal manuelino classificado como Monumento Nacional.
- Termas da Piedade